# Johannes Bölter
El Hauptmann Johannes Bölter (19 de febrero de 1915 en Mülheim an der Ruhr, Renania del Norte-Westfalia – 16 de septiembre de 1987 en Mülheim an der Ruhr) fue un comandante de tanque Panzer del Heer alemán durante la Segunda Guerra Mundial.
Destruyó 139 tanques (algunas fuentes sitúan esta marca hasta los 144) durante la Segunda Guerra Mundial. Es considerado como uno de los comandantes de tanques de más éxito de la historia. 

## Condecoraciones
- Cruz de Caballero de la Cruz de Hierro con Hojas de Roble:
  - Cruz de Caballero de la Cruz de Hierro - 16 de abril de 1944
  - Hojas de Roble (581) - 10 de septiembre de 1944
- Cruz Alemana en Oro - 29 de marzo de 1943
- Cruz de Hierro de 1.ª clase - 15 de julio de 1940
- Cruz de Hierro de 2.ª clase - 30 de septiembre de 1939
- Medalla de Herido en Oro (1944):
  - en negro – 2 de julio de 1940
  - en plata – 8 de febrero de 1943
  - en oro – 3 de agosto de 1944
- Insignia de Combate de Tanques
  - en plata – 26 de junio de 1940
  - de II clase – 15 de julio de 1944
  - de III clase – 1 de septiembre de 1944